# در ابدیت
در ابدیت سومین قسمت از مجموعه تلویزیونی علمی-تخیلی دلهره‌آور روان‌شناختی آمریکایی جداسازی است. این قسمت توسط تهیه کننده اجرایی اندرو کولویل نوشته شده است و توسط تهیه کننده اجرایی بن استیلر کارگردانی شده است. این قسمت اولین بار در ۲۵ فوریه ۲۰۲۲ در اپل تی‌وی پلاس منتشر شد.
این مجموعه داستان کارمندان شرکت لومن، یک شرکت بیوتکنولوژی، را دنبال می‌کند که از روشی پزشکی به نام «جداسازی» استفاده می‌کند تا خاطرات کارمندان را بسته به محل قرارگیریشان—در محل کار یا خارج از آن—از هم جدا کند. زمانی که کارمندان جداشده در محل کار هستند، به آن‌ها «درونی‌ها» گفته می‌شود و هیچ چیزی از زندگی یا دنیای بیرون خود به یاد نمی‌آورند. در خارج از محیط کار، آن‌ها «بیرونی‌ها» نامیده می‌شوند و خاطراتی از زمان کاری خود ندارند. به همین دلیل، درونی و بیرونی دو زندگی متفاوت با شخصیت‌ها و اهداف متمایز را تجربه می‌کنند.
در این قسمت، هِلی تلاش می‌کند تا «بیرونیِ» خود را متقاعد کند که درخواست استعفایش را بپذیرد، در حالی که پیتی با جداسازی حال حاضر از گذشته دچار مشکل شده است.
این قسمت بازخوردهای بسیار مثبتی از منتقدان دریافت کرد که از بازیگری‌ها، طراحی تولید، و ایجاد حس کنجکاوی تمجید کرده‌اند.